# 山口健治 (大蔵官僚)
山口健治（やまぐち けんじ、1933年7月19日 - ）は、日本の大蔵官僚。国際復興開発銀行や国際金融公社日本政府代表理事などを務めた。

## 来歴
山形県上山市出身。東京大学経済学部在学中に国家公務員上級試験を合格。東大経済学部を卒業し、1956年 大蔵省入省（主計局法規課）。予算法規から始まり、大臣官房調査企画課調査主任などを経て、1962年4月 主税局調査課。同年6月1日 同局同課の廃止に伴い、同局総務課総務係長となる。物価調整減税の企画立案に当たった。1963年7月1日 石狩税務署長。
1964年7月 国税庁直税部法人税課長補佐。その後は自治省行政課長補佐、総理府人事局参事官などに就く。
1979年7月10日 理財局国有財産総括課長。1981年6月26日 東北財務局長。1982年6月18日 国際復興開発銀行日本政府代表理事兼国際金融公社日本政府代表理事兼外務省参与。1988年1月 退官。
同年4月 水資源開発公団理事。1993年5月 三井トラスト・インターナショナル（ロンドン）会長。1997年7月 千代田生命保険顧問（〜1999年）。

## 略歴
- 1956年4月：大蔵省入省（主計局法規課）[2]。
- 1958年6月：北九州財務局理財部融資課。
- 1959年7月：大阪国税局調査査察部統括国税調査官付。
- 1961年4月：大臣官房調査企画課調査主任[3]。
- 1962年4月：主税局調査課。
- 1962年6月1日：主税局総務課総務係長[4]。
- 1963年7月1日：石狩税務署長。
- 1964年7月：国税庁直税部法人税課長補佐。
- 1966年8月：自治省行政課長補佐。
- 1968年7月：経済企画庁調整局財政金融課長補佐。
- 1969年6月：総理府日本政府沖縄事務所調官。
- 1971年5月：国際金融局国際収支課長補佐。
- 1972年5月：外務省在シドニー総領事館領事。
- 1975年6月：総理府人事局参事官。
- 1977年6月：理財局国有財産第二課長。
- 1979年7月10日：理財局国有財産総括課長。
  - 兼 理財局国有財産第一課長 兼 理財局国有財産第二課長（〜1979年7月16日）。
- 1981年6月26日：東北財務局長。
- 1982年6月1日：大臣官房付。
- 1982年6月18日：国際復興開発銀行日本政府代表理事 兼 国際金融公社日本政府代表理事 兼 外務省参与。
- 1988年1月：退官。